# クロード・マケレレ
クロード・マケレレ・サンダ（フランス語: Claude Makélélé Sinda, 1973年2月18日 - ）は、コンゴ民主共和国（旧ザイール）キンシャサ出身の元フランス代表サッカー選手、サッカー指導者。2023年時点ではチェルシーFCでテクニカルメンターを務めていた。
キャリアを通して守備的MFでプレー。中盤の底のポジションはマケレレのポジションとして「マケレレロール（Makélélé Role）」と呼ばれることもある。

## クラブ経歴

### ナント
1973年に、ザイールのキンシャサにて生まれる。「クロード」の名は当時のコンゴの言語の1つであったリンガラ語の「音」に由来する 。4歳であった1977年にフランスのサヴィニー＝ル＝タンプルに移住。父のアンドレ・ジョセフ・マケレレはサッカーコンゴ民主共和国代表にも選ばれたサッカー選手であり、ベルギー3部のURナミュールでキャリアを終えた。本人へのインタビューによれば、子供の頃の憧れの選手は、元ブラジル代表のペレ。
15歳の頃に、ムランのクラブであるUSムランに加入し、リリアン・テュラムらとともにプレーした。
1991年12月、18歳の時にリーグ・アンのFCナントでプロキャリアをスタートする。ナントのSDであったRobert Budzynskiは、後にマケレレのプレーを初めて発見した際の事について「新たなエマニュエル・プティになり得ると確信していた」と証言している。
1994-95シーズンにはクラブのUEFAカップベスト4進出に貢献した。1996年にはアトランタ五輪にフランス代表として出場するがベスト8で敗退。

### マルセイユ、セルタ
その後オリンピック・マルセイユでの1年のプレーを経て、1998年にリーガ・エスパニョーラのセルタ・デ・ビーゴへ移籍。マケレレはセルタ・ビーゴに移籍し、ガリシアのクラブで2シーズンを成功させた。アレクサンドル・モストヴォイ、ヴァレリー・カルピン、ハイム・レヴィヴォ、ミチェル・サルガドらと共にプレーし、UEFAカップにおいてリヴァプールFC、ユヴェントスFCなどの強豪チームを破った。

### レアル・マドリード
…ジダン、ラウール、フィーゴらが後方をカバーする事がない以上、DF4人の前には彼を置く必要があったのだ。
アリーゴ・サッキは、レアル・マドリードのMFの必要性を説明した。
2000年、強豪レアル・マドリードへの移籍を果たす。セルタはレアル・マドリード側の大幅な条件の改善がない限りマケレレの放出を拒んだため、移籍交渉は難航した。この交渉ではマケレレの代理人が警察に対し虚偽の被害届を提出するなどの騒動となり、最終的にはセルタ側は1400万ユーロでの放出を余儀なくされたが、これはマケレレのプレーに対する正当な評価よりもはるかに少ない額であった。
レアル・マドリードにおいては、超攻撃的サッカーを標榜するスター集団の中において、中盤の守備を担うハードワーカーとして活躍し、2001-02シーズンにはチャンピオンズリーグの制覇に貢献。当時のチームメイトから「彼こそ、俺たちのバロンドールだ」という、最大級の賛辞が送られた。攻撃重視の選手が多数プレーする中で、イバン・エルゲラや最終ラインを支えるフェルナンド・イエロと共にチームに不可欠な存在であった。

しかしその貢献度にも関わらず彼の報酬はチーム内では最低に近い金額であり、当時の監督のビセンテ・デル・ボスケが解任されると、マケレレはチームメイトの後押しもあってクラブに対し報酬の上昇を要求したが、運営陣は断固としてこれを拒否した。当時の会長であったフロレンティーノ・ペレスはマケレレの評価を軽視しており、
彼はヘディングもできなければ、3メートルのパスを出す事もほとんどない。彼を忘れさせる若手が必ず現れるだろう
とまで言い放った。
2002-03シーズン終了後、給料の問題などもありサンティアゴ・ベルナベウを去る。もっとも自身は後のインタビューの中で、自身の仕事に敬意を払われなかったことが問題なのであり、当時のレアル・マドリードの会長、フロレンティーノ・ペレスに「どんなに金を積まれても、私は出て行く」と言ったと述べている。
当時のチームメイトのスティーブ・マクマナマンは、2006年に出版された彼の自叙伝にてマケレレについて「レアルで最も重要でありながら、最も評価されていないMFだった」と表現した。また当時のレアル・マドリードのキャプテンであったフェルナンド・イエロも、マケレレの放出について以下のように述べている。
クロードは特別な才能の持ち主であり、彼は何年もの間チームで最高の選手だったが、人々は彼の存在、彼が何をしているのかすら気付いていなかった。しかし当時のチームメイトの間で誰が最も優れていたかと尋ねると、皆マケレレが最高の選手だったと話すだろう。選手たちは皆、彼が最も重要なプレーヤーであることを知っていた。マケレレの喪失は銀河系軍団の終わりの始まりだった。同時にチェルシーにとって新しい夜明けの始まりでもあった。
その後レアル・マドリードは失点が増加、マケレレへの依存度が高かったにも関わらず彼を評価できなかったペレス会長には批判が浴びせられた。

### チェルシー

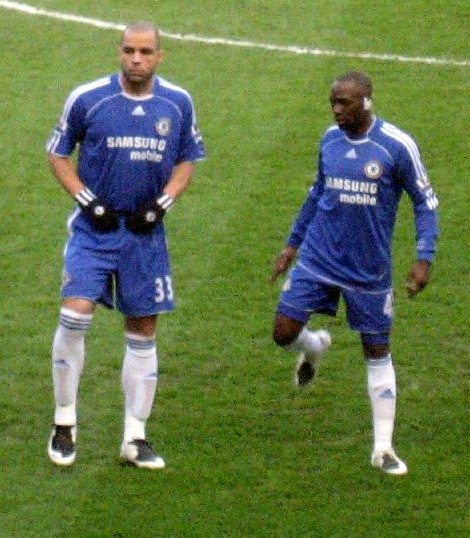
チェルシーで同僚のアレックスと

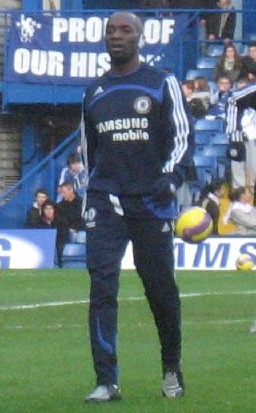
2008年のマケレレ

2003-04シーズンより、ロシアの石油王ロマン・アブラモヴィッチが新オーナーとなったチェルシーFCへ移籍。後のインタビューにて、マケレレは「マドリードで起こっていることを目にして、チェルシーには『僕が去ることになったら、お世話になります』と約束をしたんだ。彼らは僕と契約するために、あらゆることをしてくれた。当時、30歳だったけれど、それでも多額の移籍金を支払ってくれた」と当時のチェルシーへの感謝を語っている。当時の監督であったクラウディオ・ラニエリは、マケレレは「チームのバッテリーになるだろう」と語った。
移籍後初シーズンはプレミアリーグ2位、UEFAチャンピオンズリーグではASモナコに準決勝で敗れるなど、タイトルを手にすることはできなかった。しかし2004-05シーズンにはプレミアリーグとフットボールリーグカップを制覇。2004年より監督に就任したジョゼ・モウリーニョからシーズンの最優秀選手と称賛を受け、FIFProによる2005年のベストイレブンにもチームメイトであるフランク・ランパードやジョン・テリーらとともに選出された。

### パリ・サンジェルマン

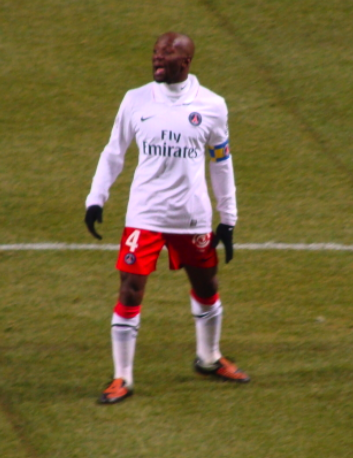
PSGでのマケレレ

2008年7月21日、パリ・サンジェルマンFCがマケレレの獲得に関してチェルシーと合意した事が発表された。同時にキャプテンにも就任した。
2010年2月25日、マケレレは同シーズンを以て引退すると発表したが、6月に声明を撤回し、翌シーズンのためにPSGと再契約を発表した。2010-11シーズン終了後に改めて現役を引退、以降はチェルシーの監督のカルロ・アンチェロッティの招聘を受け、同チームのアシスタントマネージャーに就任した。

## 代表経歴
フランスに移住し同国籍を取得。身体能力の高さを活かした活躍が評価され、1995年7月22日のノルウェー戦でフランス代表デビューを果たす。
2002年の日韓W杯に参加するが出場機会に恵まれず、FWの不調やエースジネディーヌ・ジダンの故障も響きグループリーグで敗退する。EURO2004では主力として活躍し、4試合中3試合で先発出場を果たす。
EURO2004後の2004年9月には、クラブでのプレーに専念するために代表引退を表明したが、2006年ドイツW杯の欧州予選でフランス代表が予選敗退の危機に瀕すると、レイモン・ドメネク監督の希望によりジダン、リリアン・テュラムとともに代表への復帰を要請され、これに応じると共に土壇場からの予選通過に貢献する。本選出場メンバーにも選ばれ、パトリック・ヴィエラとの中盤の守備陣は鉄壁を誇り、チームの7試合でわずか3失点のみ、4試合のクリーンシートの獲得という好成績に貢献した。チームは決勝戦まで進んだが、PK戦の末に準優勝に終わる。
W杯終了後に地元のTV局のインタビューで代表引退を明らかにしたが、ユーロ2008の予選のジョージア戦でドメネクによって招集され、これに対し所属するチェルシーの監督のジョゼ・モウリーニョがドメネクを非難するなどの騒動となった。EURO2008本大会にも招集されたものの、チームはグループリーグ敗退。改めて代表引退を発表した。代表引退の記者会見の席で、フランス代表としてはメジャーなタイトルを得られなかったことについては「フランス代表のユニフォームを着ることができたことが、私のトロフィーだ」と語っている。

## 指導歴
現役引退後は、古巣のパリ・サンジェルマンFCでカルロ・アンチェロッティ監督の下アシスタントコーチを経験した後、リーグ・アンの2014-2015シーズンからSCバスティアの監督に就任。しかし12試合で2勝しか挙げられず、11月3日に解任された。2016年1月8日にASモナコのテクニカルディレクターに就任したが、同年6月6日に契約解除が発表された。2017年1月12日、スウォンジー・シティAFCのアシスタントコーチに就任した。11月6日、スウォンジーとの合意の下で契約を解除すると共にジュピラー・プロ・リーグに所属するKASオイペンの指揮官に就任することが発表された。リーグ最下位のクラブを引き継ぐと、シーズン最終戦のREムスクロン戦で途中投入した豊川雄太が初得点を含む3得点1アシストの活躍で4-0で勝利。KVメヘレンを得失点差1で逆転し、クラブを1部残留に導いた。
2018-19シーズンはリーグ12位で再び1部残留を果たすと、2019年6月14日に退任することが発表された。
2019年8月3日、監督として招聘されたランパードと共にチェルシーに帰還しテクニカルメンターに就任した。
豊川雄太曰くロッカールームでホワイトボードや飲み物を投げ飛ばすなど、本当に怖い監督だったという。また、マケレレは豊川について「練習に専念している彼を模範にするべきだ。メンタリティは完璧だ。何かやってくれとことはわかっていた、あとは適切なタイミングで試合に出すだけだった。」と話している。

## 代表歴

### 出場大会
- フランス代表
  - 2002 FIFAワールドカップ
  - 2006 FIFAワールドカップ

### 試合数
- 国際Aマッチ 71試合 0得点（1995年-2008年）[42]

| フランス代表 | 国際Aマッチ | 国際Aマッチ |
| 年           | 出場        | 得点        |
| ------------ | ----------- | ----------- |
| 1995         | 1           | 0           |
| 1996         | 0           | 0           |
| 1997         | 1           | 0           |
| 1998         | 1           | 0           |
| 1999         | 0           | 0           |
| 2000         | 3           | 0           |
| 2001         | 6           | 0           |
| 2002         | 9           | 0           |
| 2003         | 6           | 0           |
| 2004         | 8           | 0           |
| 2005         | 5           | 0           |
| 2006         | 14          | 0           |
| 2007         | 11          | 0           |
| 2008         | 6           | 0           |
| 通算         | 71          | 0           |

## タイトル
ナント
- リーグ・アン: 1994-95

レアル・マドリード
- リーガ・エスパニョーラ: 2000-01, 2002-03
- スペイン・スーパーカップ: 2001, 2003
- UEFAチャンピオンズリーグ: 2001-02
- UEFAスーパーカップ: 2002
- トヨタカップ: 2002

チェルシー
- プレミアリーグ: 2004-05, 2005-06
- FAカップ: 2006-07
- コミュニティーシールド: 2005
- フットボールリーグカップ: 2005, 2007

パリSG
- クープ・ドゥ・フランス: 2009-10

個人
- FIFPROワールドイレブン：1回（2005）
- チェルシー年間最優秀選手：1回（2006）
- ESPN10年のワールドチーム：1回（2009）
- UNFP名誉トロフィー：1回（2010）